# Chimaera cubana
The Cuban chimaera (Chimaera cubana) là một loài cá thuộc họ Chimaeridae. Nó được tìm thấy ở Colombia, Cuba, and Puerto Rico. Môi trường sống tự nhiên của chúng là open seas. Nó bị đe dọa do mất môi trường sống.